# Ecsenius taeniatus
Ecsenius taeniatus és una espècie de peix de la família dels blènnids i de l'ordre dels perciformes.

## Morfologia
- Els mascles i les femelles poden assolir 3,2 cm de longitud total.[1]

## Reproducció
És ovípar.

## Hàbitat
És un peix marí de clima tropical i associat als esculls de corall que viu fins als 6 m de fondària.

## Distribució geogràfica
Es troba a Papua Nova Guinea.